# Кику, Ион Васильевич
Ион Васильевич Кику (рум. Ion Chicu; род. 28 февраля 1972, с. Пыржолтены, Каларашский район, Молдавская ССР, СССР) — молдавский политический и государственный деятель. Министр финансов Республики Молдова с 10 декабря 2018 по 8 июня 2019 года. Премьер-министр Республики Молдова с 14 ноября 2019 по 23 декабря 2020 года (и. о. 23—31 декабря 2020 года).
В апреле 2021 года вместе с Инициативной группой создал Партию развития и объединения Молдовы (ПРОМ). Учредительный Съезд ПРОМ состоялся 14 апреля 2021 года, на котором Ион Кику был избран председателем партии.

## Биография
Родился 28 февраля 1972 года в селе Пыржолтень Каларашского района Молдавской ССР.
В 1994 году окончил факультет менеджмента Академии экономических наук Молдавии. Владеет румынским, русским, английским и французским языками.
В 2005—2006 — директор Главного управления структурных реформ Министерства экономики и торговли Республики Молдова, советник первого вице-премьер-министра Зинаиды Гречаный.
С 1 марта 2006 по 2008 года — заместитель Министра финансов Республики Молдова. Параллельно в 2006—2008 был членом совета КБ Eurocreditbank, членом совета директоров Банка развития Совета Европы, а в 2007—2009 был заместителем председателя совета АО «Молдовагаз».
С 4 апреля 2008 по 9 сентября 2009 — главный государственный советник по экономическим вопросам и внешней политике премьер-министра Республики Молдова Зинаиды Гречаный.
Также занимал должность председателя Совета стратегического развития медицинского университета имени Николая Тестемицану, работал консультантом по управлению государственными финансами в различных проектах.
С 2 января по 12 декабря 2018 года — генеральный секретарь Министерства финансов Республики Молдова.
С 10 декабря 2018 по 8 июня 2019 года — министр финансов Республики Молдова.
С 12 июля по 15 ноября 2019 года — советник по экономическим вопросам Президента Республики Молдова Игоря Додона
.

### Премьер-министр Республики Молдова

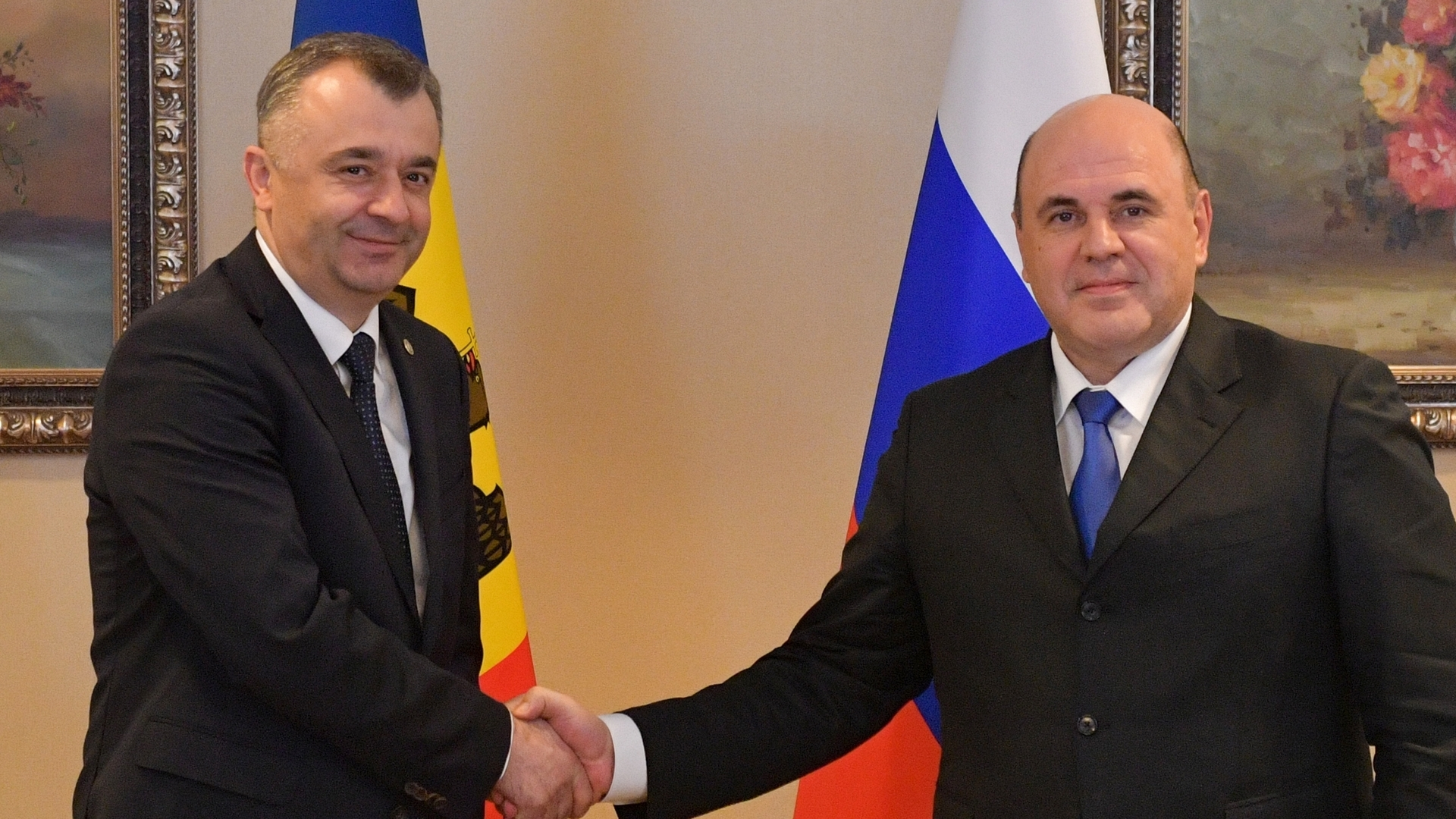
Ион Кику и Председатель Правительства Российской Федерации Михаил Мишустин

12 ноября 2019 года Парламент Республики Молдова вынес вотум недоверия Правительству Майи Санду. За данное решение проголосовало 52 депутата из 101. Причиной для вынесения вотума стала инициатива кабинета министров по изменению законодательства, определяющего процедуру избрания Генерального прокурора Республики Молдова.
13 ноября 2019 года Игорь Додон выдвинул кандидатуру Иона Кику на должность премьер-министра Республики Молдова. 14 ноября Парламент Республики Молдова 62 голосами из 101 назначил Кику премьер-министром и утвердил новый состав правительства.
В тот же день он объявил, что его правительство «выполнит все обязательства государства перед внешними партнерами и международными финансовыми организациями, прежде всего МВФ и Всемирным банком». Во время своего назначения президент Игорь Додон назвал его «технократом, профессионалом, который не был членом какой-либо политической партии», хотя Кику действительно был советником президента Додона. На следующий день он был представлен сотрудникам Государственной канцелярии. В состав правительства Кику из правительства Санду был назначен только Павел Войку, сменивший пост министра обороны на пост министра внутренних дел.
20 ноября 2019 года посетил Москву с первым рабочим визитом, где провёл переговоры с Председателем Правительства Российской Федерации Дмитрием Медведевым.
Я приехал, чтобы восстановить диалог между нашими правительствами по многим аспектам нашего сотрудничества. Огромное количество проблем накопилось. Но я думаю, что мы можем решить существующие проблемы в рамках честного делового диалога и дать толчок торгово-экономическому сотрудничеству и, конечно же, сотрудничеству в области образования и культуры между нашими странами.
16 марта 2020 года, для обеспечения политической поддержки действующему правительству Кику, фракции ПСРМ и ДПМ сформировали в Парламенте Республики Молдова правящее большинство (до этого, с 14 ноября 2019 года, после развала коалиции ПДС/PAS, ПППДП и социалистов, Партия социалистов Республики Молдова являлась правящим в Парламенте меньшинством, формирующим правительство). Соглашение о создании коалиции привело к кадровым перестановкам в правительстве Кику — 4 из 9 министерских и 1 из 2 вице-премьерских портфелей (по реинтеграции) были отданы ДПМ: экономики и инфраструктуры, иностранных дел и европейской интеграции, обороны и образования, культуры и исследований.
С середины июня 2020 года, после перехода ряда депутатов из фракции ДПМ в парламентскую группу «Про-Молдова», правительство Кику вновь является правительством меньшинства — коалиция ПСРМ и ДПМ в парламенте составляет 50 депутатов против оппозиции из 51 депутата.
1 ноября 2020 года, после первого тура президентских выборов, партия ДПМ приняла решение отозвать своих представителей из правительства сразу же после инаугурации избранного президента, «чтобы дать ему возможность наладить эффективное сотрудничество с законодательной и исполнительной властями»; одновременно распалась и коалиция в парламенте. Однако уже 9 ноября 2020 года министры-демократы покинули правительство. В тот же день Кику представил президенту Додону кандидатуры новых министров, которые были утверждены и приняли присягу.
23 декабря 2020 года Правительство Республики Молдова в полном составе подало в отставку. Исполнял обязанности до 31 декабря, когда Аурелий Чокой, действующий министр иностранных дел и европейской интеграции в правительстве Кику, был назначен новым исполняющим обязанности премьера и начал формирование нового состава правительства. Вместе с Кику кабмин покинули вице-премьер-министр, министр финансов Сергей Пушкуца, министр экономики и инфраструктуры Анатолий Усатый и министр здравоохранения, труда и социальной защиты Республики Молдова Виорика Думбрэвяну (их обязанности стали исполнять госсекретари соответствующих министерств). Остальные члены кабмина продолжили работу до формирования нового состава правительства в статусе исполняющих обязанности.

### Политическая деятельность
31 марта 2021 года объявил о создании нового политического формирования, под названием Партия развития и объединения Молдовы. 16 апреля 2021 года партия была зарегистрирована, а Ион Кику был избран председателем партии.

## Правительство Кику
| Должность                                                              | Имя                | Партия       | Дата назначения | Дата освобождения |
| ---------------------------------------------------------------------- | ------------------ | ------------ | --------------- | ----------------- |
| Премьер-министр                                                        | Ион Кику           | Беспартийный | 14 ноября 2019  | 23 декабря 2020   |
| Премьер-министр                                                        | Ион Кику (и. о.)   | Беспартийный | 23 декабря 2020 | 31 декабря 2020   |
| Вице-премьер-министры                                                  |                    |              |                 |                   |
| Вице-премьер-министр, Министр финансов                                 | Сергей Пушкуца     | Беспартийные | 14 ноября 2019  | 31 декабря 2020   |
| Вице-премьер-министр по реинтеграции                                   | Александр Фленкя   | Беспартийные | 14 ноября 2019  | 16 марта 2020     |
| Вице-премьер-министр по реинтеграции                                   | Кристина Лесник    | ДПМ          | 16 марта 2020   | 9 ноября 2020     |
| Вице-премьер-министр по реинтеграции                                   | Ольга Чеботарь     | Беспартийная | 9 ноября 2020   | 31 декабря 2020   |
| Министры                                                               |                    |              |                 |                   |
| Министр экономики и инфраструктуры                                     | Анатолий Усатый    | Беспартийный | 14 ноября 2019  | 16 марта 2020     |
| Министр экономики и инфраструктуры                                     | Сергей Рэйлян      | ДПМ          | 16 марта 2020   | 9 ноября 2020     |
| Министр экономики и инфраструктуры                                     | Анатолий Усатый    | Беспартийные | 9 ноября 2020   | 31 декабря 2020   |
| Министр внутренних дел                                                 | Павел Войку        | Беспартийные | 14 ноября 2019  | 31 декабря 2020   |
| Министр юстиции                                                        | Фадей Нагачевский  | Беспартийные | 14 ноября 2019  | 31 декабря 2020   |
| Министр иностранных дел и европейской интеграции                       | Аурелий Чокой      | Беспартийные | 14 ноября 2019  | 16 марта 2020     |
| Министр иностранных дел и европейской интеграции                       | Олег Цуля          | ДПМ          | 16 марта 2020   | 9 ноября 2020     |
| Министр иностранных дел и европейской интеграции                       | Аурелий Чокой      | Беспартийные | 9 ноября 2020   | 31 декабря 2020   |
| Министр обороны                                                        | Виктор Гайчук      | Беспартийные | 14 ноября 2019  | 16 марта 2020     |
| Министр обороны                                                        | Александр Пынзарь  | ДПМ          | 16 марта 2020   | 9 ноября 2020     |
| Министр обороны                                                        | Виктор Гайчук      | Беспартийные | 9 ноября 2020   | 31 декабря 2020   |
| Министр образования, культуры и исследований                           | Корнелий Попович   | Беспартийные | 14 ноября 2019  | 16 марта 2020     |
| Министр образования, культуры и исследований                           | Игорь Шаров        | ДПМ          | 16 марта 2020   | 9 ноября 2020     |
| Министр образования, культуры и исследований                           | Лилия Поголша      | Беспартийные | 9 ноября 2020   | 23 декабря 2020   |
| Министр здравоохранения, труда и социальной защиты                     | Виорика Думбрэвяну | Беспартийные | 14 ноября 2019  | 31 декабря 2020   |
| Министр сельского хозяйства, регионального развития и окружающей среды | Ион Пержу          | Беспартийные | 14 ноября 2019  | 31 декабря 2020   |
| Члены правительства по должности                                       |                    |              |                 |                   |
| Башкан Гагаузии                                                        | Ирина Влах         | Беспартийная | 14 ноября 2019  | 31 декабря 2020   |

## Классный чин
- I ранг, государственный советник Республики Молдова III класса (12 декабря 2007)[31].

## Семья
Женат, трое детей.